# Rodzina E
Rodzina E – rodzina tekstualna rękopisów Nowego Testamentu. Należy do bizantyńskiej tradycji tekstualnej i jest jedną z jego tekstualnych rodzin, prawdopodobnie jest najstarszą i najwcześniejszą formą tekstu bizantyjskiego. Uważa się, że rodzina ta powstała w wyniku recenzji dokonanej przez Lucjana Antiocheńskiego. Nazwa rodziny pochodzi od siglum, którym oznaczany jest czołowy przedstawiciel rodziny – Kodeks Bazylejski.

## Historia badań

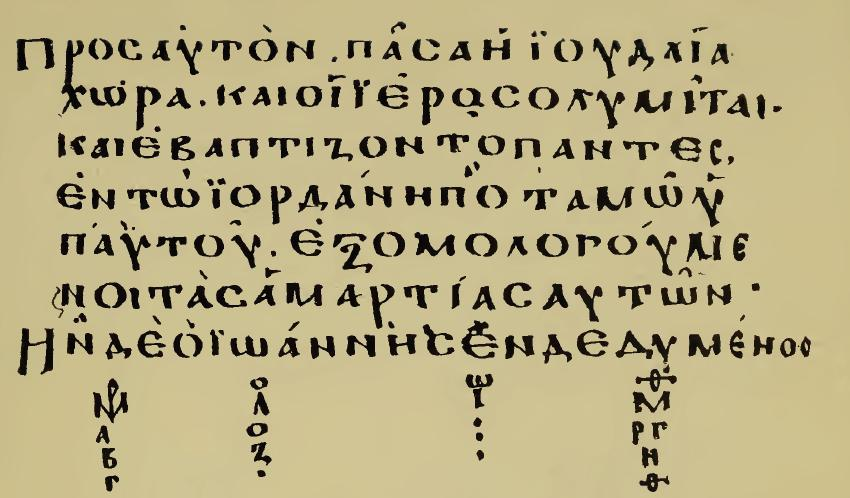
Kodeks 07, tekst Mk 1,5-6, u dołu Harmonia czterech Ewangelii

Hermann von Soden odkrył i określił tę grupę jako niezależną rodzinę tekstualną. Oznaczył ją symbolem Ki, później przyjęto symbol E. Zdaniem Sodena jest najwcześniejszą formą tekstu bizantyjskiego i jest wynikiem recenzji, jakiej po roku 300 dokonał Lucjan Antiocheński. Z tekstu tej rodziny wyewoluować miał tekst rodziny Kx. Do rodziny tej, jako czołowych jej przedstawicieli, Soden zaliczył rękopisy: Kodeks Bazylejski (E), Codex Boreelianus (F), Codex Seidelianus I (G), oraz Codex Seidelianus II (H). Wśród tych czterech rękopisów Seidelianus I oceniany jest jako najmniej bizantyjski przedstawiciel grupy, podczas gdy Kodeks Bazylejski ma najbardziej bizantyjski charakter . Każdy z tych czterech rękopisów ma jednak pewne braki, co utrudnia odtworzenie tekstu grupy i ustalenie wszystkich charakterystycznych dla niej wariantów tekstualnych. 
Jacob Greelings zaliczył do tej grupy również te rękopisy, które von Soden zaliczał do innej rodziny K1: Kodeks Watykański Gr. 354, Kodeks Moskiewski II oraz Codex Athous Dionysius. Greelings zaliczył ponadto do tej grupy Kodeks Naniański (U) oraz minuskuły: 44, 65, 98, 219, oraz 422. Greelings wyliczył 89 wariantów tej rodziny w Marku 4 i potwierdził opinię Sodena, że rękopisy E, F, G, H stanowić winny trzon tej grupy. Frederik Wisse nie wliczał do tej grupy rękopisu U, sugerował natomiast, by wliczyć do niej minuskuł 271.
Według Claremont Profile Method, tj. metody wielokrotnych wariantów, którą to metodę rozwinął Wisse, w trzech testowych rozdziałach Ewangelii Łukasza (1; 10; 20), rękopisy E, F, G, H mają zbyt mało sobie tylko właściwych cech tekstualnych, by mogły tworzyć niezależną rodzinę tekstualną. Wisse zaliczył całą tę grupę do rodziny tekstualnej Kx. Rodzina E (Sodena K1) stała się u Wissego podgrupą Ω. Do tej podgrupy zaliczył również Sodena Ki. Wisse potwierdził opinię Sodena, że jest to wczesna forma rodziny Kx, jednak jego wnioski oparte są na małej próbce tekstu (zaledwie trzy rozdziały Łukasza). Sam wiek rękopisów wskazuje na to, że należy je uznać za niezależne od Kx. Tekst rękopisów mógł się zmieniać .

## Charakterystyka grupy

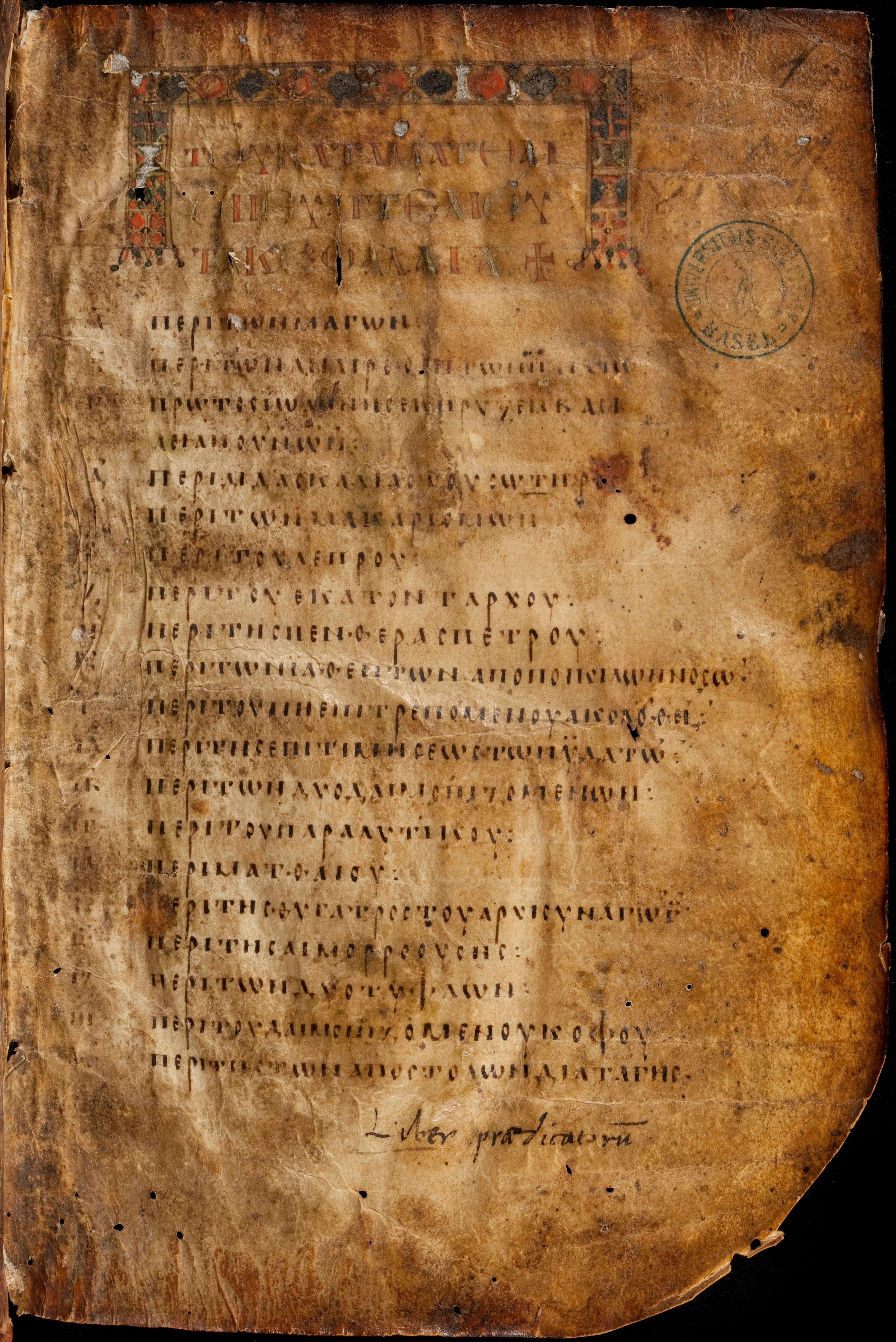
Lista κεφαλαια do Ewangelii Mateusza kodeksu 07

Rękopisy tej grupy zawierają na początku Epistula ad Carpianum, tablice Kanonów Euzebiusza, a przed każdą Ewangelią znajduje się lista κεφαλαια (spis treści). Na końcu każdej Ewangelii w subscriptio podana jest liczba στιχοι w danej Ewangelii. Liczba Sekcji Ammoniusza w Ewangelii Marka wynosi 246. Teksty Mt 16,2-3 (znaki czasu); Łk 22,43-44 (krwawy pot Jezusa) i J 7,53-8,11 (Pericope adulterae) zostały oznakowane przy pomocy asterysku (※). Hermann von Soden brał pod uwagę, że pierwotnie grupa ta mogła nie zawierać tekstu Pericope adulterae. 
Zgodność z Textus receptus w Marku 4 wynosi zdaniem Greelingsa 95,5%, Wisse wskazał jednak na błędy, jakie popełnił Greelings, i tym samym zgodność ta winna wynieść 94,5%. Wisse sam przyznał, że w Łk 10 i Łk 20, a więc w dwóch z trzech jego rozdziałów testowych, niewiele brakuje, by tę grupę rękopisów uznać za niezależną rodzinę tekstualną.
Gocki przekład dokonany przez Wulfilę stoi w bliskiej relacji do tej bizantyjskiej rodziny tekstualnej.

## Profil tekstualny w Łukaszu 20

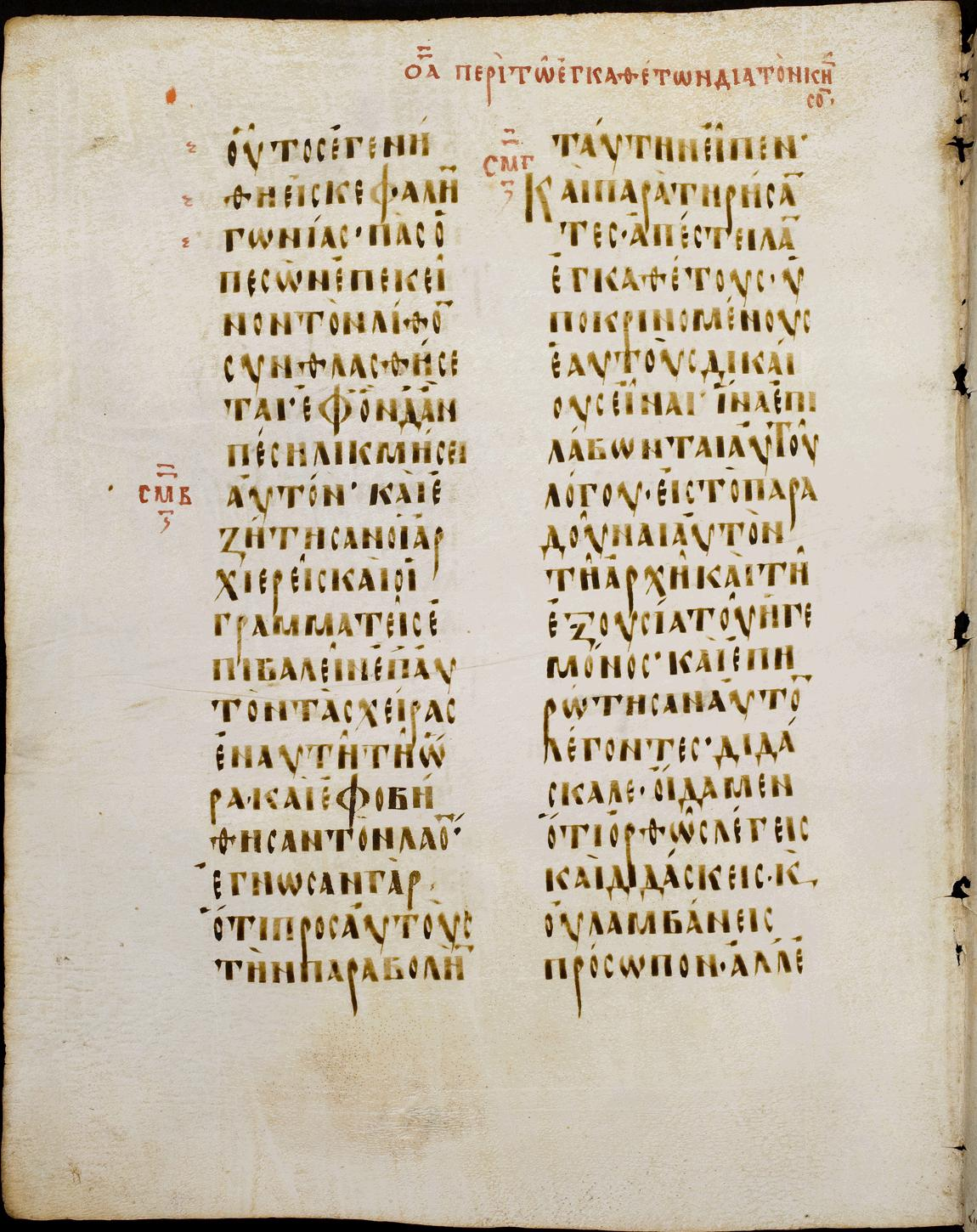
Strona z kodeksu 09 z tekstem Łk 20,17–21

Słowa umieszczone przed nawiasem, to warianty Textus receptus, słowa za nawiasem to warianty grupy.
Wiersz 1 εκεινων ] brak
Wiersz 1 εν τω ιερω ] brak
Wiersz 1 αρχιερεις και οι γραμματεις ] γραμματεις και οι αρχιερεις
Wiersz 1 αρχιερεις ] ιερεις
Wiersz 2 και ειπον ] brak
Wiersz 2 προς αυτον λεγοντες ] λεγοντες προς αυτον
Wiersz 2 ειπε ] ειπον
Wiersz 3 υμας καγω ] καγω υμας
Wiersz 3 ενα λογον ] λογον ενα
Wiersz 3 ενα ] brak
Wiersz 5 συνελογισαντο ] διελογισαντο
Wiersz 5 οτι ] brak
Wiersz 5 ουν ] brak
Wiersz 6 πας ο λαος ] ο λαος απας
Wiersz 6 ειναι ] γεγονεναι
Wiersz 7 ειδεναι ] ειδεναι το
Wiersz 7 ποθεν ] brak
Wiersz 8 και ο ] ο δε
Wiersz 9 τις ] brak
Wiersz 10 εν ] τω
Wiersz 10 εν ] εν τω
Wiersz 10 απο του καρπου του αμπελονος δωσιν αυτω ] λαβη απο του καρπου του αμπελονος
Wiersz 10 εξαπεστειλαν ] απεστειλαν
Wiersz 12 και τουνον ] κακεινον
Wiersz 13 ιδοντες ] brak
Wiersz 14 διελογιζοντο ] διελογισαντο
Wiersz 14 εαυτους ] αλληλους
Wiersz 14 δευτε ] brak
Wiersz 14 ινα ημων γενηται ] και ημων εστι
Wiersz 15 αυτον ] brak
Wiersz 16 τουτους ] εκεινους
Wiersz 18 επ ] εις
Wiersz 19 αρχιερεις και οι γραμματεις ] γραμματεις και οι αρχιερεις
Wiersz 19 τας χειρας ] την χειρα
Wiersz 19 τον λαον ] brak
Wiersz 19 τον λαον ] τον οχλον
Wiersz 19 την παραβολην ταυτην ειπε ] ειπε παραβολην ταυτην
Wiersz 22 ημιν ] ημας
Wiersz 22 φορον ] φορους
Wiersz 22 δουναι ] διδοναι
Wiersz 23 τι με πειραζετε ] brak
Wiersz 24 επιδειξατε ] δειξατε
Wiersz 24 δηναριον ] δηναριον οι δε εδειξαν και ειπε
Wiersz 24 δε ] brak
Wiersz 25 αυτοις ] προς αυτους
Wiersz 25 αποδοτε τοινυν ] τοινυν αποδοτε
Wiersz 25 καισαρος ] καισαρος τω
Wiersz 27 αντιλεγοντες ] λεγοντες
Wiersz 27 επηρωτησαν ] επηρωτουν
Wiersz 28 μωσης ] μωυσης
Wiersz 28 αποθανη ] η
Wiersz 28 λαβη ο αδελφος αυτου ] ο αδελφος αυτου λαβη
Wiersz 29 ησαν ] ησαν παρ ημιν
Wiersz 31 αυτην ] αυτην ωσαυτως
Wiersz 31 και ] brak
Wiersz 31 και απεθανον ] brak
Wiersz 32 δε ] brak
Wiersz 32 παντων ] brak
Wiersz 33 ουν αναστασει ] αναστασει ουν
Wiersz 33 γινεται ] εσται
Wiersz 34 εκγαμισκονται ] εκγαμιζονται
Wiersz 35 εκγαμισκονται ] εκγαμιζονται
Wiersz 36 ετι ] brak
Wiersz 36 εισι ] brak
Wiersz 37 μωσης ] μωυσης
Wiersz 37 εμηνυσεν ] εμνημονευσεν
Wiersz 39 ειπας ] λεγεις
Wiersz 40 επερωταν ] επερωτησαι
Wiersz 40 ουδεν ] ουδε εν
Wiersz 41 λεγουσι ] λεγουσι τινες
Wiersz 41 τον Χριστον υιον Δαβιδ ειναι ] οι γραμματεις οτι ο χριστος υιος δαδ εστιν
Wiersz 42 και αυτος ] αυτος γαρ
Wiersz 42 βιβλω ] βιβλω των
Wiersz 44 κυριον αυτον ] αυτον κυριον
Wiersz 44 υιος αυτου ] αυτου υιος
Wiersz 46 περιπατειν εν στολαις ] εν στολαις περιπατειν
Wiersz 47 κατεσθιουσι ] κατεσθιοντες
Wiersz 47 προσευχονται ] προσευχομενοι